# Derek Hill (piloto)
Derek John Hill (Santa Mônica, 28 de março de 1975) é um ex-automobilista norte-americano. É filho do também piloto Phil Hill, campeão de Fórmula 1 em 1961 e falecido em 2008.

## Carreira
Iniciou a carreira no kart, e posteriormente migrou para o automobilismo profissional pilotando carros da Ferrari. Sua estreia nos monopostos foi na Fórmula Dodge, em 1995, e no ano seguinte foi para a Barber Dodge Pro Series, onde foi eleito o rookie do ano. Disputou ainda provas da American Le Mans Series, Toyota Atlantic, Fórmula Palmer Audi, Fórmula 3000 Italiana (atual Auto GP) e Grand-Am até 2005, quando deixou as pistas pela primeira vez.
Na Fórmula 3000, participou de 25 provas pelas equipes DAMS, Durango Formula e Super Nova Racing, tendo como melhor resultado um quinto lugar no GP da Europa de 2003, obtendo 4 pontos. Voltou a correr em 2008, disputando provas esporádicas até 2017, quando retirou-se novamente do automobilismo. Derek também passou a trabalhar como instrutor de direção após voltar para os Estados Unidos.